# Stigmidium epistigmellum
Stigmidium epistigmellum är en lavart som först beskrevs av Nyl. ex Vouaux, och fick sitt nu gällande namn av Kocourk. & K. Knudsen 2009. Stigmidium epistigmellum ingår i släktet Stigmidium och familjen Mycosphaerellaceae.   Inga underarter finns listade i Catalogue of Life.